# الغواصة الألمانية يو-81 (1941)
غواصة يو-81  غواصة يو ألمانية من الفئة السابعة بي بنيت لسلاح بحرية ألمانيا النازية كريغسمارينه، في أحواض بناء السفن بريمر فولكان خلال الحرب العالمية الثانية.